# Holminaria prolata
Holminaria prolata är en spindelart som först beskrevs av O. Pickard-Cambridge 1873.  Holminaria prolata ingår i släktet Holminaria och familjen täckvävarspindlar. Inga underarter finns listade i Catalogue of Life.